# Robledollano
Robledollano település Spanyolországban, Cáceres tartományban. Robledollano Navalvillar de Ibor, Cabañas del Castillo, Deleitosa, Campillo de Deleitosa, Fresnedoso de Ibor és Castañar de Ibor községekkel határos. Lakosainak száma 320 fő (2024).

## Népesség
A település népessége az elmúlt években az alábbi módon változott:
| Lakosok száma | 419  | 390  | 403  | 402  | 372  | 337  | 324  | 310  | 286  | 320  |
|               | 2001 | 2004 | 2006 | 2009 | 2011 | 2014 | 2016 | 2019 | 2021 | 2024 |